# Turr alla Nica
Turr alla Nica è un racconto della scrittrice italoamericana Ben Pastor, ambientato in Sicilia al tempo della Spedizione dei Mille.
 In edizione italiana fa parte di una raccolta di racconti di genere giallo-storico, in vari modi dedicati a Garibaldi e alla sua impresa.

## Titolo
Il titolo del racconto fa riferimento al colonnello Istvàn Türr, uno dei personaggi protagonisti della narrazione, e a La Nica (ovvero La Piccola, in lingua siciliana), la villa nobiliare nei pressi della quale si svolge l'azione.

## Incipit
Quei forsennati dei piemontesi si erano spinti fin oltre Misilmeri, fino alla villa dei Cesarò Castelbianco palermitani, detta La Nica, non perché fosse piccola come suggeriva il nome - tutt'altro, sorgeva infatti a mo' di maniero al centro di un giardino che una volta aveva fatto invidia a quelli delle nobili residenze di Bagheria -, piuttosto perché non raggiungeva le dimensioni della dimora cittadina dei Castelbianco (peraltro non più loro) di fronte al convento della Gancia, che da tempo i palermitani avevano soprannominato La Poderosa. I presunti piemontesi, in realtà, erano garibaldini ex Cacciatori delle Alpi, e li guidava un ungherese.»

## Trama
Maggio 1860. Superata Misilmeri, una colonna di garibaldini sosta in località La Nica prima di proseguire la marcia; al comando, due ufficiali di origine ungherese: il colonnello Istvan Turr e il capitano Endre Udvery. Il luogo, nei pressi del fiume Eleuterio, è abbastanza isolato: poche case, una chiesa, la grande e decadente tenuta dei baroni Cesarò di Castelbianco. I soldati prendono possesso della canonica, mentre gli ufficiali vengono ospitati nella villa, grazie alla benevola disposizione di Donna Cita e del giovane Paladino, i figli del barone Antonio Tommaso, ormai troppo malato per prendere decisioni di alcun tipo.
 In gran parte gli abitanti del luogo sembrano indifferenti alla presenza dei garibaldini; si dimostra invece violentemente contrario un gruppuscolo di cattolici estremisti, guidato dal parroco Don Mimì. Si arriva ad un vero e proprio scontro: in breve il tumulto viene sedato, ma Don Mimì va a trincerarsi nella soffitta della chiesa e dal lì inizia a bersagliare i militari con gli oggetti a sua disposizione: mattoni, coppi, stracci, piatti rotti. Si decide di ignorarlo, per quanto possibile, anche se i suoi seguaci non cessano di creare fastidi.
 La situazione peggiora decisamente quando il giorno successivo, poco dopo l'alba, il corpo di Don Mimì viene ritrovato in un vicolo dietro la chiesa: potrebbe essere caduto dalla finestra della soffitta oppure potrebbe esser stato ucciso. Gli abitanti del luogo sospettano i garibaldini, i quali a loro volta credono che qualcuno lo abbia eliminato, non come prete bensì in quanto usuraio.
 Per evitare ulteriori problemi Turr, costretto a letto da una ferita riportata ancor prima di arrivare alla Nica, ordina a Udvery di cercare e distruggere il registro dei debitori di Don Mimì, e di iniziare con discrezione un'indagine sulla sua morte. La totale estinzione dei debiti viene accolta molto favorevolmente e gli abitanti del luogo, accantonati i sospetti sui soldati, si dimostrano ben presto più disposti a collaborare.
Un messaggio anonimo, la visita inattesa di un brigante latitante ed  un fruttuoso colloquio con l'avvocato filo-borbonico Scognamiglio pongono Udvery sulla strada giusta per cominciare a capire cosa sia accaduto. Un sopralluogo all'interno della soffitta gli offre infine la conferma definitiva: Don Mimì è stato ucciso a causa di un altro omicidio da lui stesso commesso molti anni prima. In base ai nuovi indizi l'assassino viene facilmente individuato, tuttavia arrestarlo non risulta possibile.
La mattina del quarto giorno dopo il loro arrivo i garibaldini si preparano a lasciare la Nica, con tacito ma profondo dolore di Donna Cita e di Udvery, che avevano iniziato a sentirsi molto attratti l'uno dall'altro.
Nel futuro – immediato o più lontano – le esistenze di tutti i personaggi andranno a diluirsi nella Storia.

## Personaggi
- Istvan Turr (detto Stefano). Colonnello, ex ufficiale dell'esercito austro-ungarico, patriota e transfuga. Combatté per l'Unità d'Italia, sperando anche nella futura indipendenza della sua Ungheria.
 Il personaggio è storicamente esistito: Ben Pastor però (al pari di altri autori compresi nell'antologia che lo citano nei rispettivi racconti) ne piega parzialmente le caratteristiche ai propri fini narrativi.

- Endre Udvery (detto Andrea). Capitano, ex ufficiale dell'esercito austro-ungarico al pari di Turr, rispetto al quale è forse più romantico, ma ugualmente onesto ed efficiente.

- Donna Cita Cesarò di Castelbianco. Figlia maggiore del barone Antonio Tommaso (ormai invalido e demente) e di donna Ninfa Calafarina di San Leonardo. Nubile e gravata dall'infermità paterna, non ha grandi speranze di cambiare vita a causa della mancanza di una dote e della decadenza della famiglia.

- Paladino Cesarò di Castebianco. Unico figlio maschio del barone Antonio Tommaso; Donna Ninfa è morta nel darlo alla luce. Ha solo dodici anni ed è un bambino vivace, che sogna mille avventure. A causa della malattia del padre è in pratica il capofamiglia.
 Circa dieci anni dopo i fatti narrati nel racconto, combatterà vittoriosamente alla Breccia di Porta Pia.

- Don Mimì (detto Sceccareddu, ovvero "asinello"). Parroco della chiesa di Santa Eulalia, conservatore e oscurantista. E anche un usuraio, e nasconde molti altri segreti.

- Scognamiglio. Avvocato, cattolico, fervente borbonico. Si è autoesiliato nella casa delle vacanze presso La Nica dopo che Marsala, dove si trovava il suo avviatissimo studio, è caduta nelle mani dei "piemontesi".
 Dopo qualche iniziale resistenza, aiuta Udvery nella sua indagine, in nome della giustizia.

- Michele Rocca (detto Lu Tintu, ovvero "il cattivo"). È diventato brigante in seguito ad una falsa accusa di omicidio. I suoi rapporti con il clero sono pessimi.

## Cronologia
L'azione del racconto, che si svolge nella Sicilia nord-occidentale, copre poco più di tre giorni alla fine di maggio dell'anno 1860.
 L'epilogo accenna brevemente anche al destino futuro di alcuni personaggi.

## Edizione italiana
- Ben Pastor, Turr alla Nica, pag.145-173, in A.A.V.V., Camicie rosse, storie nere (a cura di Luigi De Pascalis e Luigi Sanvito; con un contributo di Andrea Camilleri, p.346, Hobby & Work Publishing, 2011 - ISBN 9788878519299